# ジョーンズボロ (アーカンソー州)
ジョーンズボロ（英: Jonesboro）は、アメリカ合衆国アーカンソー州の北東部、クレイグヘッド郡の都市であり、同郡の2つある郡庁所在地の1つである（もう1つはレイクシティ）。人口は7万8576人（2020年）。ジョーンズボロの人口は州内5番目だが、州北東部では最大の都市である。ジョーンズボロ都市圏の中心で都市圏人口は約13万人である。
ジョーンズボロにはアーカンソー州立大学があり、製造業、農業、医療、教育および交易において地域の中心である。

## 歴史
ジョーンズボロ地域に最初に住んだのはオセージ族、カド族およびクアポー族などのインディアンだった。アーカンソーという地名はクアポー族の言葉からきている。アメリカ人開拓者がこの地域に進出してきて、探検、狩りおよびインディアン部族との交易を始めた。恒久的な開拓地ができたのは1815年の直後だった。
1859年、近くのグリーン郡、ミシシッピ郡およびポインセット郡から土地が分割されてクレイグヘッド郡が形成された。ジョーンズボロが当初の郡庁所在地であり、後にレイクシティが第2の郡庁所在地に指定された。当時の人口は150人だった。ジョーンズボロという名前は、クレイグヘッド郡創設にあたって州議会で議案を支持した州上院議員ウィリアム・A・ジョーンズに因むものだった。当初は"Jonesborough"と綴られており、後に語尾が削られて現在の綴りになった。
1800年代後半、ジョーンズボロは裁判制度と中心街インフラの開発に努めた。郡庁所在地に指名された直ぐ後に、市内の最高点が選択されて、裁判所の建設計画が立てられた。しかし住人が鹿猟を諦めたくなかったので、この計画は数年の遅れを見た。最初の裁判所が完工したが、1876年の火災で焼け落ちた。この場所の道路向かいの店舗を賃貸して裁判所に使っていたが、これも1876年の火事で焼けた。同じ場所に新しい裁判所を造ったが、これも1878年の火事で焼けた。この時の火災は中心街の大半も焼き尽くした。その後間もなく新たな裁判所が建設され、これが現在も残っている。
ジョーンズボロに初めて敷かれた鉄道はコットンベルト鉄道だった。この鉄道線は市中心部の直ぐ北にあり、最初に運行された列車は立ち往生したために、物資を町に運び込む必要があった。その後、セントルイス・サンフランシスコ鉄道、バーリントン・ノーザン鉄道およびミズーリ・パシフィック鉄道などが敷かれた。これら鉄道会社の幾つかは今日も残っている線路を所有し、使っている。
1900年前後に多くの機関が設置された。1899年にはジョーンズボロ教育学区が創設された。1900年、オリベタン・ベネディクティン・シスターズによって、セントバーナード地域医療センターが建設された。1900年に最初の百貨店であるザ・グランド・リーダー・デパートメントストアが開店した。1904年にはウッドランド・カレッジが開校し、教育学区内には2つの学校が建設された。1909年にはアーカンソー州立大学が開校した。この年、初の馬が無い車（自動車）を見ることができた。市内にある2つの古い教会は1910年代に建設された。ファーストバプテスト教会が1911年、ファーストメソジスト教会が1916年の建設だった。
1931年9月10日、ファーストバプテスト教会牧師のジョー・ジェファーズとダウ・H・ハードの追随者同士が衝突した教会戦争を鎮めるために、ハーベイ・パーネル州知事がアーカンソー州兵隊の動員を承認した。ジェファーズの追随者達は市長や警察署長も攻撃し、ニューヨーク・タイムズの一面を飾る記事になった。
1998年3月24日、クレイグヘッド郡の未編入地でウェストサイド中学校乱射事件が起こった。11歳と13歳の少年2人が中学生に向かって銃を発射し、学校近くの森に隠れた。生徒4人と教師1人が殺され、10人が負傷した。
2007年から2008年の学校年に、ジョーンズボロ公立教育学区の小学校がマグネット・スクールになった。
2020年3月28日、ジョーンズボロ市街地を竜巻が直撃、住宅や商業施設の建物が倒壊するなどして22人が負傷。空港でも飛行機が1機横転して格納庫が破損する被害が出た。

## 地理
ジョーンズボロは北緯35度49分41秒 西経90度41分39秒 / 北緯35.82806度 西経90.69417度に位置し、アーカンソー州北東部のクローリー尾根の上にある。
アメリカ合衆国国勢調査局に拠れば、市域全面積は80.0平方マイル (207.2 km2)、このうち陸地は79.6平方マイル (206.3 km2)、水域は0.4平方マイル (0.9 km2)で水域率は0.45％である。

### 気候
ジョーンズボロは温暖湿潤気候（ケッペンの気候区分 Cfa）に属する。
| ジョーンズボロの気候   | ジョーンズボロの気候 | ジョーンズボロの気候 | ジョーンズボロの気候 | ジョーンズボロの気候 | ジョーンズボロの気候 | ジョーンズボロの気候 | ジョーンズボロの気候 | ジョーンズボロの気候 | ジョーンズボロの気候 | ジョーンズボロの気候 | ジョーンズボロの気候 | ジョーンズボロの気候 | ジョーンズボロの気候 |
| 月                     | 1月                  | 2月                  | 3月                  | 4月                  | 5月                  | 6月                  | 7月                  | 8月                  | 9月                  | 10月                 | 11月                 | 12月                 | 年                   |
| ---------------------- | -------------------- | -------------------- | -------------------- | -------------------- | -------------------- | -------------------- | -------------------- | -------------------- | -------------------- | -------------------- | -------------------- | -------------------- | -------------------- |
| 平均最高気温 °C （°F） | 7 (45)               | 11 (51)              | 16 (61)              | 22 (71)              | 27 (80)              | 31 (88)              | 33 (92)              | 33 (91)              | 29 (84)              | 23 (74)              | 16 (60)              | 9 (49)               | 22 (71)              |
| 平均最低気温 °C （°F） | −3 (26)              | −1 (31)              | 4 (40)               | 9 (49)               | 14 (58)              | 19 (67)              | 22 (71)              | 21 (69)              | 16 (61)              | 9 (49)               | 4 (39)               | −1 (30)              | 9 (49)               |
| 降水量 mm （inch）     | 83.6 (3.29)          | 90.4 (3.56)          | 113 (4.45)           | 126.7 (4.99)         | 125 (4.92)           | 83.6 (3.29)          | 69.3 (2.73)          | 67.8 (2.67)          | 79.2 (3.12)          | 98.8 (3.89)          | 127.5 (5.02)         | 108 (4.25)           | 1,173 (46.18)        |
| 出典：                 |                      |                      |                      |                      |                      |                      |                      |                      |                      |                      |                      |                      |                      |

## 人口動態

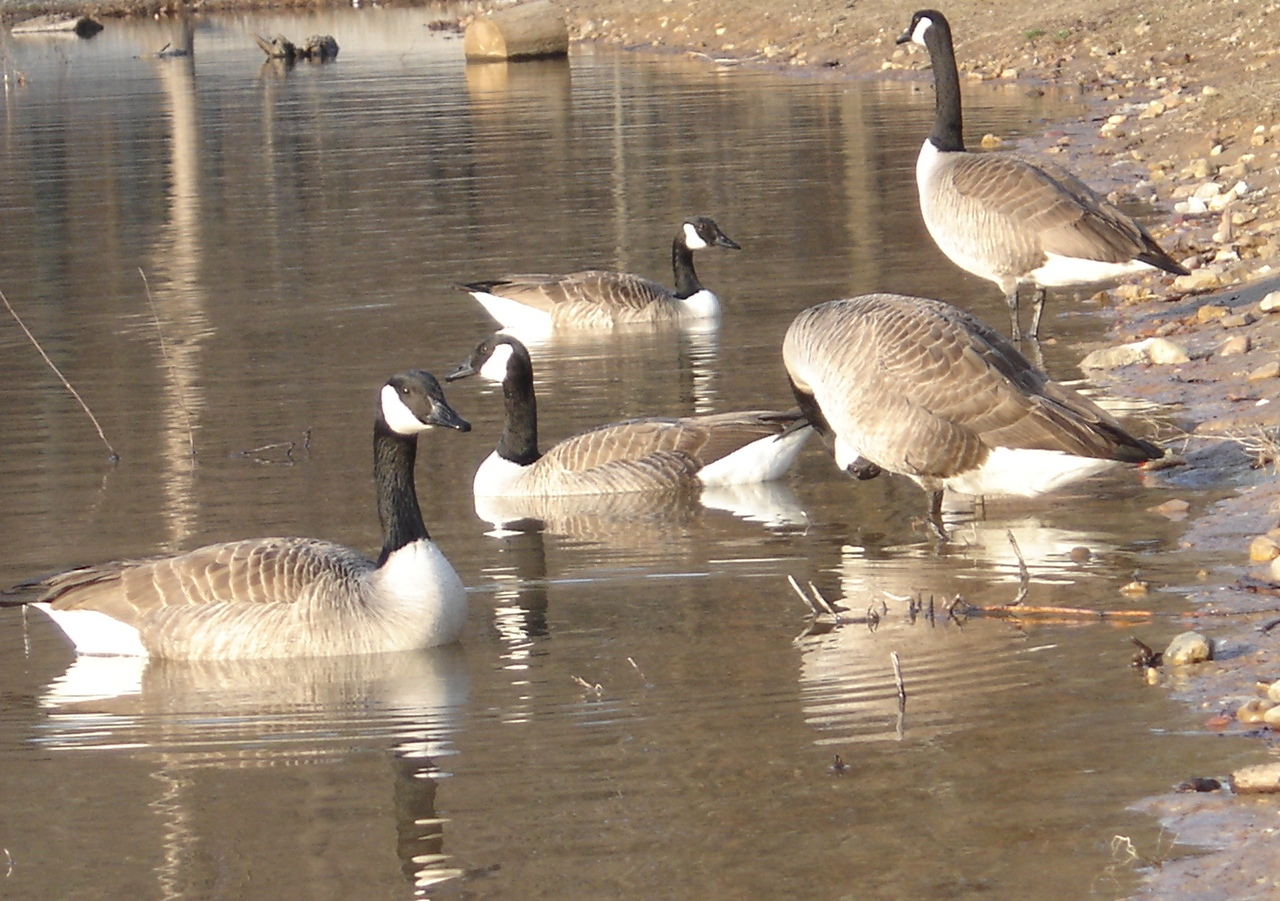
クレイグヘッド森林公園のカナダガン

以下は2000年の国勢調査による人口統計データである。
| 基礎データ - 人口: 55,515人 - 世帯数: 22,219世帯 - 家族数: 14,353家族 - 人口密度: 269.1人/km2（697.1人/mi2） - 住居数: 24,263軒 - 住居密度: 117.6軒/km2（304.7軒/mi2） 人種別人口構成 - 白人: 85.37% - アフリカン・アメリカン: 11.27% - ネイティブ・アメリカン: 0.32% - アジア人: 0.83% - 太平洋諸島系: 0.03% - その他の人種: 1.05% - 混血: 1.13% - ヒスパニック・ラテン系: 2.34% 年齢別人口構成 - 18歳未満: 22.9% - 18-24歳: 16.6% - 25-44歳: 28.1% - 45-64歳: 20.5% - 65歳以上: 11.8% - 年齢の中央値: 32歳 - 性比（女性100人あたり男性の人口） - 総人口: 92.1 - 18歳以上: 88.8 | 世帯と家族（対世帯数） - 18歳未満の子供がいる: 30.1% - 結婚・同居している夫婦: 48.9% - 未婚・離婚・死別女性が世帯主: 12.2% - 非家族世帯: 35.4% - 単身世帯: 27.5% - 65歳以上の老人1人暮らし: 9.0% - 平均構成人数 - 世帯: 2.38人 - 家族: 2.93人 収入と家計 - 収入の中央値 - 世帯: 32,196 米ドル - 家族: 42,082米ドル - 性別 - 男性: 21,633米ドル - 女性: 31,633米ドル - 人口1人あたり収入: 17,884米ドル - 貧困線以下 - 対人口: 17.4% - 対家族数: 12.9% - 18歳以下: 22.4% - 65歳以上: 12.3% |

## 交通
ジョーンズボロ市民空港からテネシー州メンフィスまでシーポート航空の定期便が運航されている。

## 教育

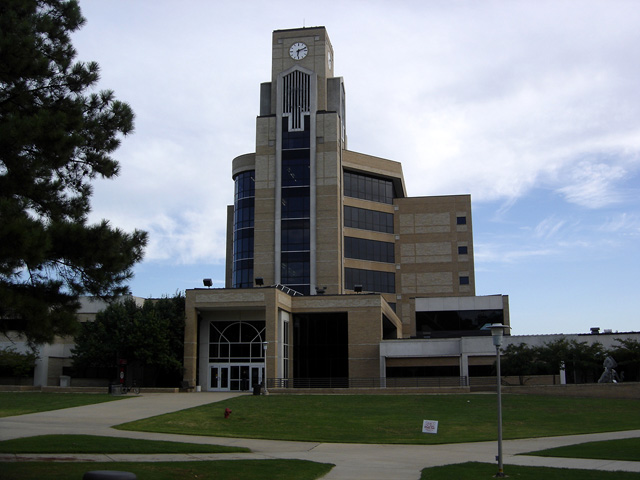
アーカンソー州立大学主キャンパスのディーン・B・エリス図書館

ジョーンズボロの教育は次の教育学区が管轄している。Jonesboro is served by the following school districts:
- ジョーンズボロ教育学区
- ベイ教育学区
- ネトルトン教育学区
- ウェストサイド統合教育学区
- バレービュー教育学区
- ブルックランド教育学区
- リッジフィールド・クリスチャン学校（私立）

### 高等教育機関
- アーカンソー州立大学

## 著名な出身者と住人
- アラン・ベルチャー - 総合格闘家
- アール・ベル - 元棒高跳チャンピオン、現在はアメリカ男女棒高跳選手のコーチ。
- ウェス・ベントリー - 俳優、1999年の映画アメリカン・ビューティーで麻薬の売人リッキーの役を演じた。
- ロジャー・バンパス - 声優、テレビアニメスポンジ・ボブのスキッドウォード役を担当。
- ハッティ・キャラウェイ - アーカンソー州選出で初めての女性アメリカ合衆国上院議員。
- ポール・キャラウェイ - 上述のハッティの息子。第3代琉球列島高等弁務官を務めた。
- クリント・キャタリスト - 著作家、俳優、モデル、スタイリスト、ジャーナリスト、2007年エミー賞招待審査員。
- ウッディ・フリーマン - 実業家、1984年共和党知事候補。
- ジョン・グリシャム - 小説家
- ジュリア・バタフライ・ヒル - 環境保護運動家
- マット・グリーン - アメリカ合衆国下院議員
- メアリー・ランバート - 映画Pet Semataryの監督、マドンナのミュージック・ビデオを制作。
- ダスティン・マクドネル - アーカンソー州検事総長
- ピート・ミード - 1940年代のボクシング・ミドル級チャンピオン
- ベン・マーフィー - 俳優、ABCテレビの西部二人組に出演。
- ジョン・オルセン - オリンピックの水泳自由形で金メダリスト
- デビッド・リング - 脳性麻痺を患った動機付け講演者
- ジョン・スナイダー - ハリー・S・トルーマン大統領の時のアメリカ合衆国財務長官
- トニー・スピナー - ブルース/ロックの音楽家、バンドTOTOのツアー・ギター奏者
- チャーリー・ソーントン - スポーツ人
- ボビー・リー・トラメル - ロカビリー・ミュージシャン
- デビー・ターナー - 1990年ミス・アメリカ

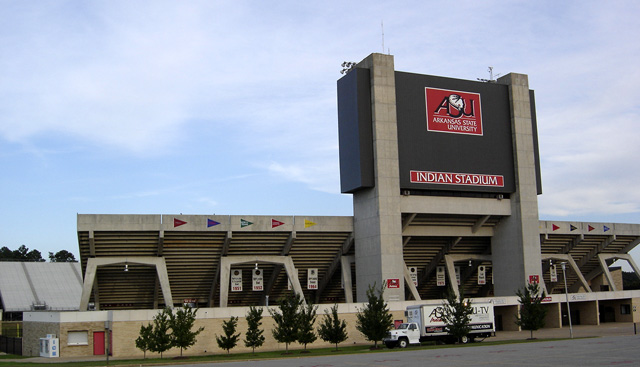
アーカンソー州立大学のレッド・ウルブスが本拠地にするASUスタジアム

## ショッピング
2006年にオープンしたザ・モール・アット・タートル・クリークはアーカンソー州北東部では最大のショッピングセンターである。このモールの開店前は、インディアン・モールが主要なショッピング場所だった。